# شمس بستی
شمس بستی، از شاعران ناحیه سیستان در سده ششم هجری قمری است. 
وی از طبع و لطافت کلام برخوردار بود، فی البداهه شعر می‌گفت و گاهی هرآنچه را به نثر می‌گفت به زبان شعر بیان می‌کرد. از تعداد اشعار و سال وفات شاعر، اطلاعات دقیقی در دست نیست. رباعی زیر از شمس بستی است.     
| گویند ز زر، تو را بود خرسندی    |  | خرسند شوی، چو دل از او برکندی |
| زر، کنده کان و بی وفایی دهر است |  | بر کنده بی وفایی، چرا دل بندی |

## منبع
- حیدرعلی دهمرده، وحید کیخا مقدم، عبدل علی اویسی (۱۳۸۰)، کتاب شاعران سیستان، ناشرروابط عمومی دانشگاه زابل
- سایت راسخون